# St. Jakob in Haus
St. Jakob in Haus é um município da Áustria, situado no distrito de Kitzbühel, no estado do Tirol. Tem 9,6 km² de área e sua população em 2019 foi estimada em 783 habitantes.